# هنري سافيني
هنري سافيني (بالفرنسية: Henri Savini)‏ هو لاعب كرة قدم فرنسي في مركز الوسط، ولد في 8 مايو 1975 في نيس في فرنسا. شارك مع منتخب فرنسا تحت 21 سنة لكرة القدم. أما مع النوادي، فقد لعب مع نادي نيس.